# Schuyler Weiss
Schuyler Weiss (...) è un produttore cinematografico australiano, candidato al Premio Oscar al miglior film per Elvis.

## Biografia
Schuyler Weiss ha frequentato l'Eton College dal 1997 al 2001 e l'Università di Sydney dal 2002 al 2005, dove ha conseguito la laurea in lingua e letteratura cinese. Dal 2005 collabora con la casa di produzione Bazmark Films di Baz Luhrmann. Nel 2008, ha scritto alcune canzoni per il film Australia, tra le quali The Drover's Ballad di Elton John. Nel 2010, ha co-fondato la Tandem Pictures. Nel 2022, ha prodotto il film Elvis di Baz Luhrmann, per il quale è stato candidato al Premio Oscar e al Premio BAFTA per il miglior film. Di religione ebraica, nel 2014, ha sposato Danielle Renée McFall a New York. 

## Filmografia

### Produttore

#### Cinema
- The Sleepwalker, regia di Mona Fastvold (2014)
- Emoticon ;), regia di Livia De Paolis (2014)
- Wildlike, regia di Frank Hall Green (2014)
- Dukale's Dream, regia di Josh Victor Rothstein (2014)
- The Eyes of My Mother, regia di Nicolas Pesce (2016)
- Blood Stripe, regia di Remy Auberjonois (2016)
- Ghost Team, regia di Oliver Irving (2016)
- Piercing, regia di Nicolas Pesce (2018)
- The Grudge, regia di Nicolas Pesce (2020)
- Elvis, regia di Baz Luhrmann (2022)

#### Televisione
- Faraway downs - miniserie TV, 6 episodi (2023)

#### Cortometraggi
- Seeds of Hope, regia di Josh Victor Rothstein (2010)
- Hard Chic, regia di Baz Luhrmann (2012)
- Naïf Chic, regia di Baz Luhrmann (2012)
- Schiaparelli & Prada: Impossible Conversations, regia di Baz Luhrmann (2012)
- The Classical Body, regia di Baz Luhrmann (2012)
- The Exotic Body, regia di Baz Luhrmann (2012)
- The Surreal Body, regia di Baz Luhrmann (2012)
- Ugly Chic, regia di Baz Luhrmann (2012)
- Waist Up/Waist Down, regia di Baz Luhrmann (2012)
- The Caretaker, regia di Adam Donald, Nicolas Pesce e Jacob Wasserman (2018)
- Every Other Weekend, regia di Josh Victor Rothstein (2018)

### Sceneggiatore
- Hard Chic, regia di Baz Luhrmann (2012)
- Naïf Chic, regia di Baz Luhrmann (2012)
- Schiaparelli & Prada: Impossible Conversations, regia di Baz Luhrmann (2012)
- The Classical Body, regia di Baz Luhrmann (2012)
- The Exotic Body, regia di Baz Luhrmann (2012)
- The Surreal Body, regia di Baz Luhrmann (2012)
- Ugly Chic, regia di Baz Luhrmann (2012)
- Waist Up/Waist Down, regia di Baz Luhrmann (2012)

### Attore
- Australia, regia di Baz Luhrmann (2008)

## Riconoscimenti
- Premio Oscar
  - 2023 - Candidatura al miglior film per Elvis[4]
- Premi BAFTA
  - 2023 - Candidatura al miglior film per Elvis